# Sanfilippodytes setifer
Sanfilippodytes setifer är en skalbaggsart som beskrevs av Roughley och Larson in Larson, Alarie 2000. Sanfilippodytes setifer ingår i släktet Sanfilippodytes och familjen dykare. Inga underarter finns listade i Catalogue of Life.